# Johannes Georg Kiehl
Johannes Georg Kiehl (* 12. April 1851 in Jucha; † 30. September 1926) war ein deutscher Reichsgerichtsrat.

## Leben
Kiehl begann 1869 in Königsberg Rechtswissenschaften zu studieren. Der Preuße wurde 1873 vereidigt. 1878/79 ernannte man ihn zum Kreisrichter in Carthaus und dann zum Amtsrichter dort. 1887 wurde er nach Königsberg versetzt und dort 1891 zum Landrichter befördert. Im nächsten Jahr folgte die Beförderung zum Rat. 1895 wurde er Oberlandesgerichtsrat in Naumburg und 1899 Kammergerichtsrat. Er war Mitglied der Justiz-Prüfungskommission. 1906 trat er in das Reichsgericht ein. Mai 1922 trat er in den Ruhestand. Er war Mitarbeiter im BGB-RGRK. Sein Sohn Johannes (1880–1944) war Mitglied des Vorstands der Deutschen Bank von 1938 bis 1944.

## Schriften (Auswahl)
- Reichsgerichtsräte-Kommentar 1910: §§ 104–458, 854–872 BGB
- „Welche Rechtswirksamkeit hat die Bestimmung des § 63 StGB. bei Privatklagesachen?“ GA Band 34 (1886), S. 61.
- "Das Rücktrittsrecht des Käufers beim Genuskaufe : besprochen an einem praktischen Falle nach den Bestimmungen des Pr. A.L.R. und des Bürgerlichen Gesetzbuchs", Beiträge zur Erläuterung des deutschen Rechts, Jahrgang 42 = 6. Folge Jahrgang 2 (1898), S. 591
- "Die Exmissionsklausel und das Aufrechnungsrecht des Miethers. §§ 389, 357, 554 B.G.B.", Beiträge zur Erläuterung des deutschen Rechts, Jahrgang 45 = 6. Folge Jahrgang 5 (1901), S. 753.
- "Der Eintritt des sachlich Berechtigten in einen Prozess, den ein Anderer kraft der ihm zustehenden Verfügungsmacht geführt hat", Zeitschrift für deutschen Zivilprozeß, Band 30 (1902), S. 289.
- "Vier Begriffsmerkmale des § 153 der Gewerbe-Ordnung", Beiträge zur Erläuterung des deutschen Rechts, Jahrgang 52 (1908), S. 23.
- "Von der qualitativen Unmöglichkeit beim Kaufe einer bestimmten Sache", Beiträge zur Erläuterung des deutschen Rechts, Jahrgang 60 (1916), S. 609.
- "Ansprüche des Käufers im Falle der Arglist des Bevollmächtigten des Verkäufers beim Kaufabschlusse", Beiträge zur Erläuterung des deutschen Rechts, Jahrgang 63 (1919), S. 257.
- "Schutz des Dritten gegen Scheingeschäfte", Beiträge zur Erläuterung des deutschen Rechts, Jahrgang 63 (1919), S. 558.
- "Verweigerung der Einzahlung auf die 9. Kriegsanleihe", Das Recht – Rundschau für den deutschen Juristenstand, Band 23 (1919), S. 1.